# Kelsey Mitchell
Kelsey Mitchell (Brandon, 26 de novembro de 1993) é uma desportista canadiana que compete no ciclismo na modalidade de pista. Participou nos Jogos Olímpicos de Verão de 2020, obtendo uma medalha de ouro na prova de velocidade individual.

## Palmarés internacional
| Jogos Olímpicos | Jogos Olímpicos | Jogos Olímpicos | Jogos Olímpicos       |
| Ano             | Lugar           | Medalha         | Competição            |
| --------------- | --------------- | --------------- | --------------------- |
| 2020            | Tóquio ( Japão) | Medalha de ouro | Velocidade individual |